# Вербів (Підгаєцька міська громада)
Ве́рбів — село в Україні, у Підгаєцькій міській громаді Тернопільського району Тернопільської області. Від 1964 до 1992 називалося Першотравневе. Розташоване на півдні району неподалік від центру громади Підгайці, на правому березі річки Коропець. До 1990 року належало до Бережанського району.
Поштове відділення — Вербівське.
Адміністративний центр колишньої Вербівської сільради. До Вербова належав хутір Райок, виключений з адміністративно-територіального поділу у зв'язку з переселенням жителів у село.
Населення — 968 осіб (2001).

## Населення

### Мова
Розподіл населення за рідною мовою за даними перепису 2001 року:
| Мова       | Кількість | Відсоток |
| ---------- | --------- | -------- |
| українська | 967       | 99.9%    |
| російська  | 1         | 0.1%     |
| Усього     | 968       | 100%     |

## Історія
Поблизу Вербова виявлено археологічні пам'ятки давньоруської культури.
Згадується 21 грудня 1439 року у протоколах галицького суду (Wirzbow). Перша писемна згадка — 1441 року, згідно з даними ЦДІА України у Львові: 28 травня 1494 у Львові розглядали тяжбу, яку зініціював Станіслав із Требухова за дідиччину у Вербові.
Згодом село належало Потоцьким.

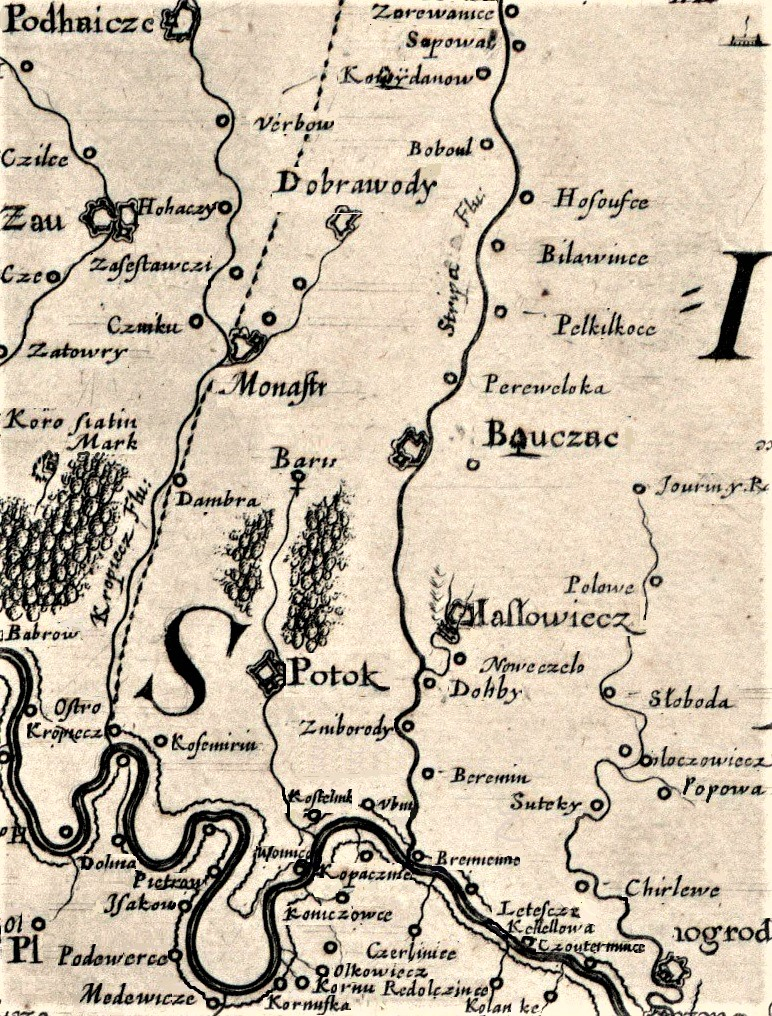
Фрагмент мапи Гійома Левассера де Боплана, 1650 рік, Бучаччина

1620 року Вербів як центр волості отримав міські права. Містечко мало 11 ремісничих підприємств.
Під час татарського нападу 1624-го ординці вбили і забрали в ясир 229 осіб.
Після Потоцьких власником містечка став граф П. Водзицький, наприкінці 19 століття належало вірменській родині Торосевичів.
У березні 1914 у Вербові зібрався повітовий з'їзд «Січі» для вшанування 100-річчя з дня народження Тараса Шевченка.
1935 відбулося повітове свято жінок, у якому брали участь 3000 осіб із Підгаєччини.
11 січня 1964 рішенням виконкому Тернопільської обласної ради село перейменоване на Першотравневе.
13 листопада 1992 постановою Президії Верховної Ради України перейменовано знову на Вербів.
12 червня 2020 року, відповідно до розпорядження Кабінету Міністрів України № 724-р «Про визначення адміністративних центрів та затвердження територій територіальних громад Тернопільської області» увійшло до складу Підгаєцької міської громади.
19 липня 2020 року, в результаті адміністративно-територіальної реформи та ліквідації Підгаєцького району, село увійшло до складу Тернопільського району.

## Пам'ятки
- Є церква святого Миколая (1835; мурована).
- Ботанічний заказник місцевого значення Крамарова гора.

## Соціальна сфера
Діяли товариства «Січ», «Просвіта» (1894), «Сокіл» (1923).

## Пам'ятники
Споруджено пам'ятники:
- на честь скасування панщини (реставровано 1990; кам'яний),
- полеглим у німецько-радянській війні воїнам-односельцям (1980),
- пам'ятний знак на честь 550-річчя села (1994; кам'яний),
- погруддя М. Мізерного (1996),
- насипана символічна могила полеглим за волю України (1991).

## Соціальна сфера
Діють загальноосвітня школа І-ІІ ступенів, Будинок культури, бібліотека, 3 заклади торгівлі.

## Відомі люди

### Народилися
- громадські діячі в США
  - П. Бездух,
  - Г. Головка
  - Г. Ласий
  - редактор, публіцист Василь Воронович (1947 р. н.),
  - військовик, правник Євген Гордіца (1950 р. н.),
  - господарник Володимир Дубовський (1949 р. н.),
  - громадсько-політичний діяч Микола Нискоклон (1886—1919),
  - громадський діяч Корній Стасюк (1941 р. н.),
  - журналіст Ігор Федорів (1971 р. н.);
- літератор А. Війтович,
- командир УПА М. Мізерний (псевдо «Рен»,1910–1949).

## Галерея

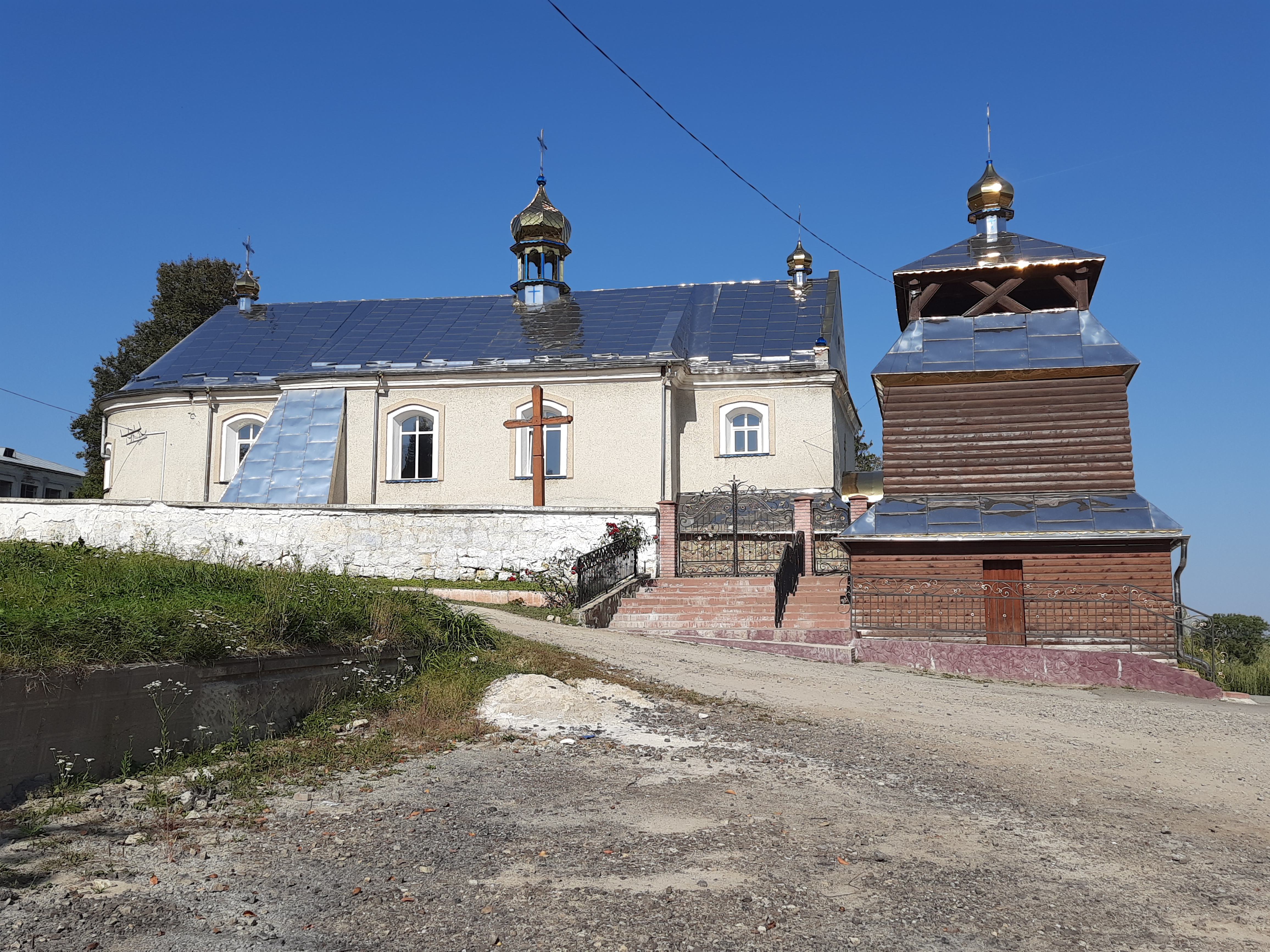
Церква Святого Миколая
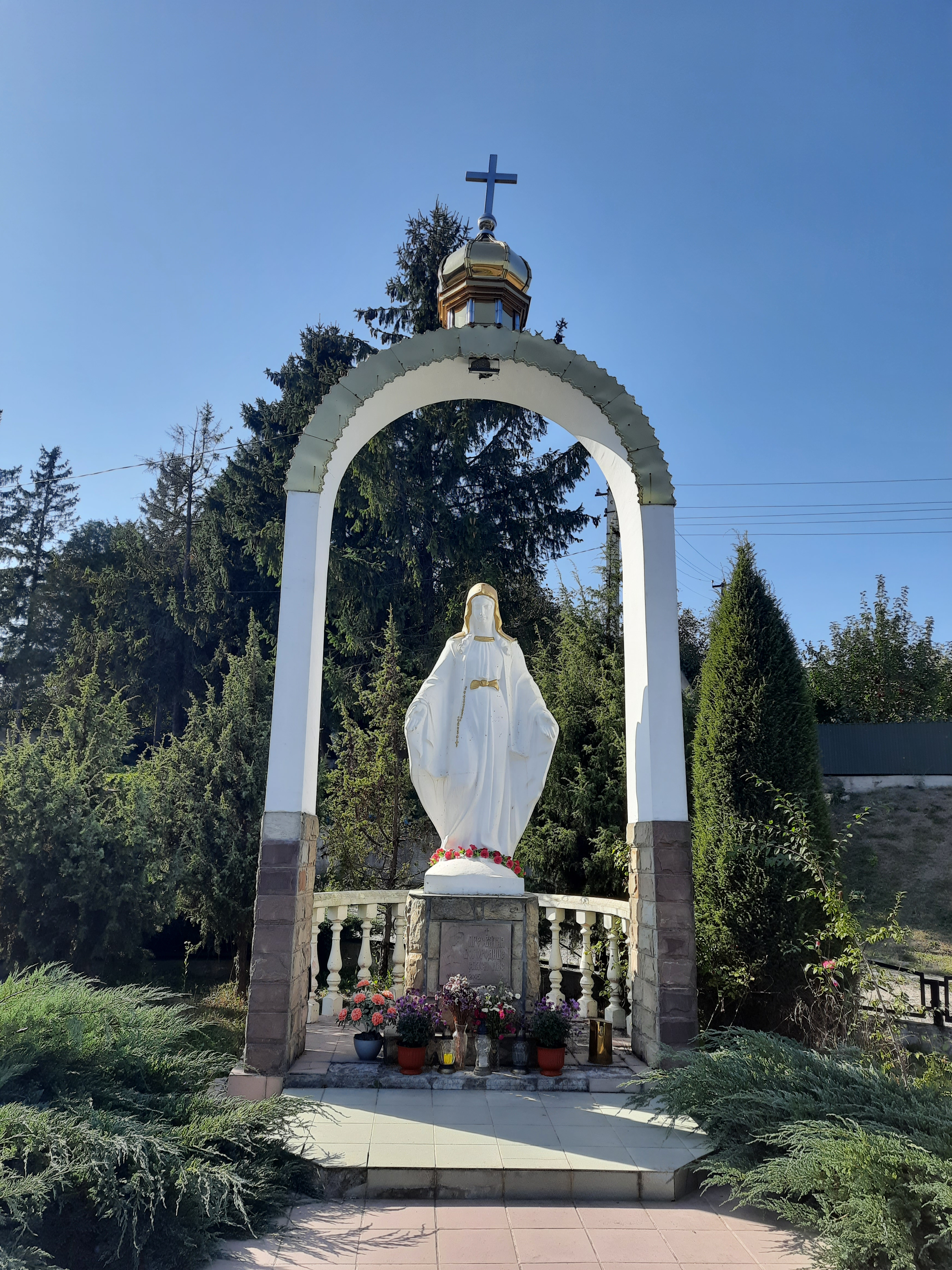
Статуя Божої Матері
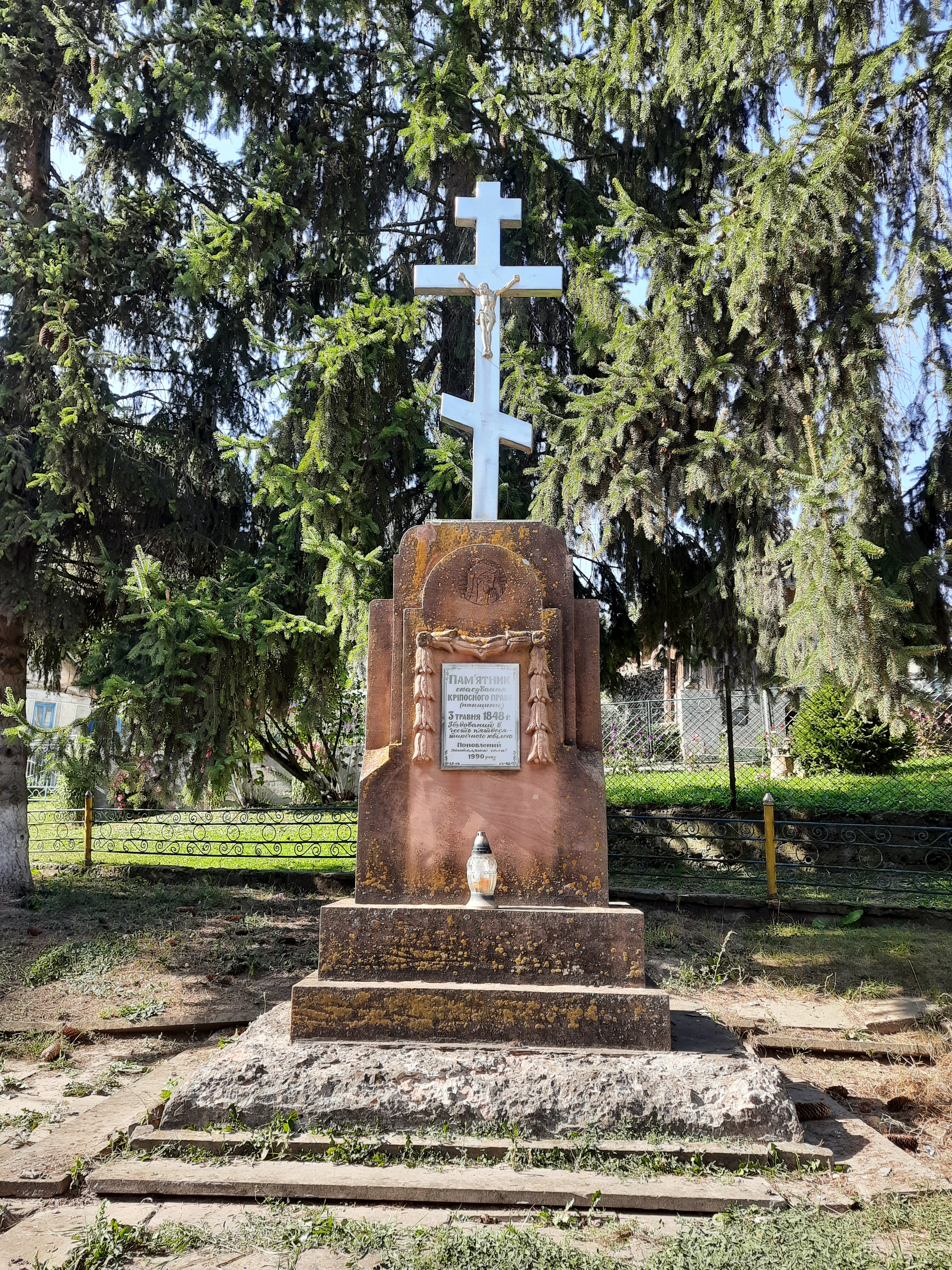
Пам'ятний хрест з нагоди скасування панщини.
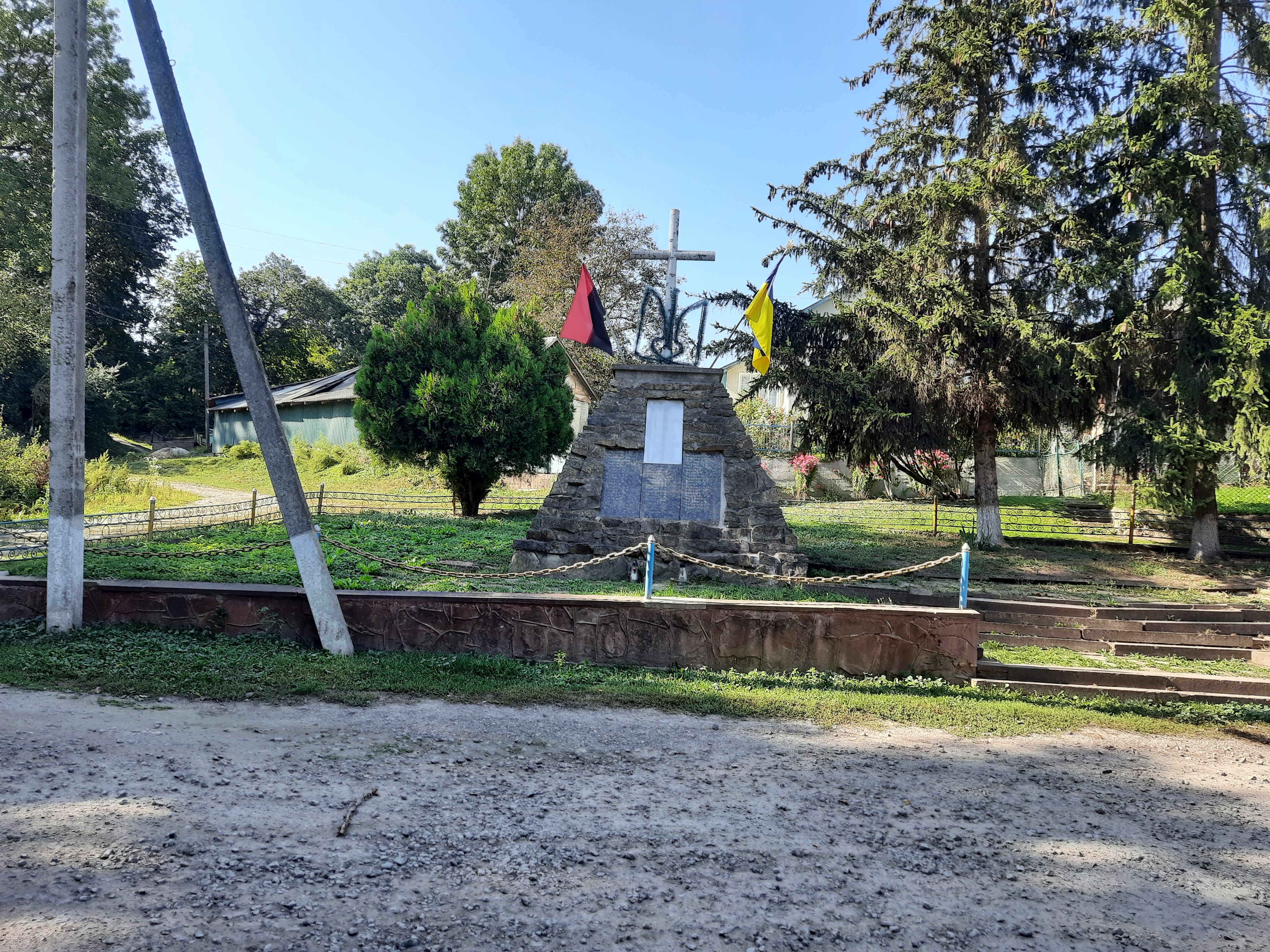
Пам'ятний знак Борцям за волю України
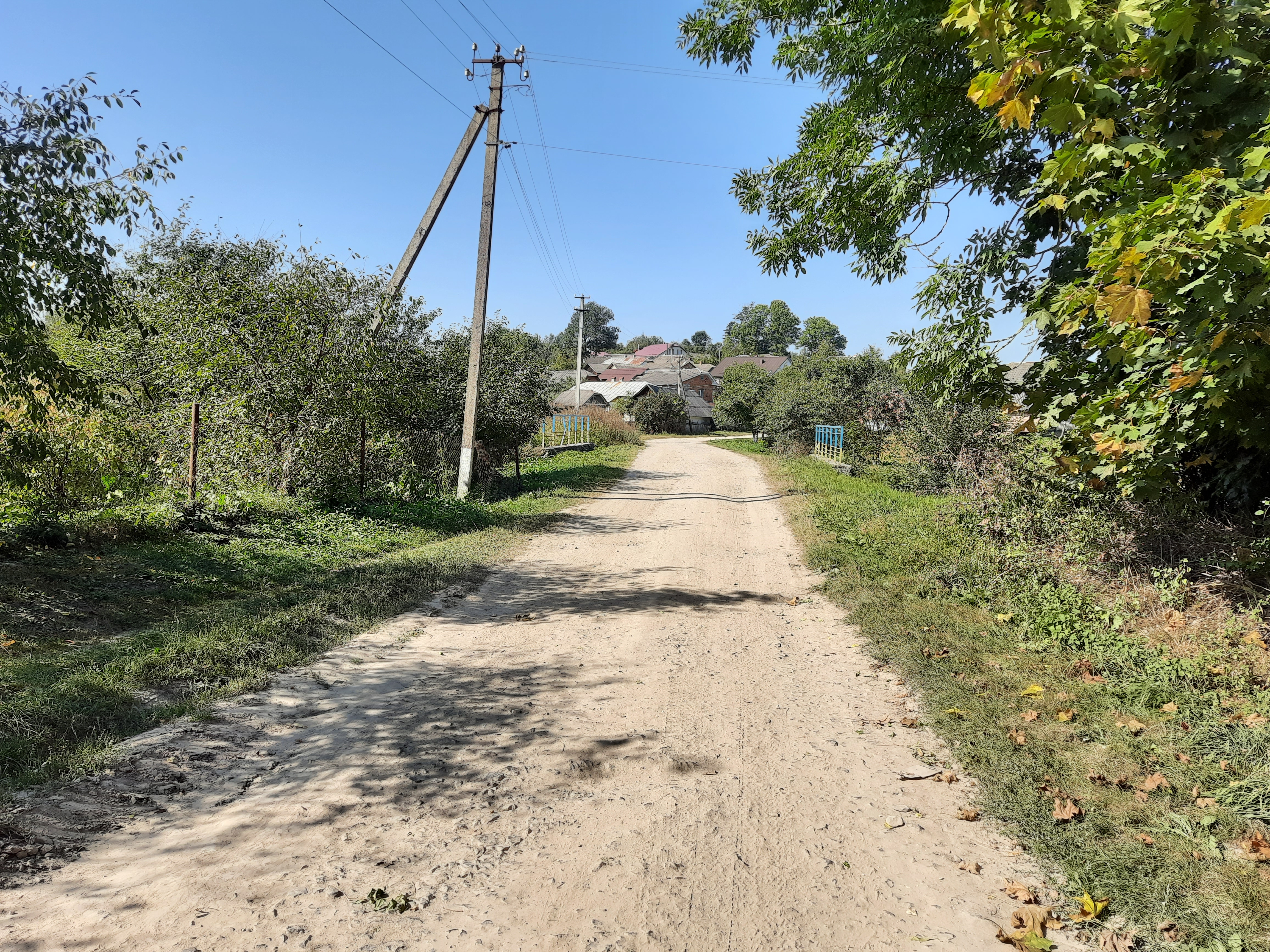
Сільська вулиця